# Philipp Gmür
Philipp Gmür (* 16. April 1963 in Luzern) ist ein Schweizer Jurist und Versicherungsmanager. Von 2016 bis 2023 war er Group CEO von Helvetia Versicherungen.

## Ausbildung
Philipp Gmür hat einen Doktorgrad der Rechtswissenschaften der Universität Freiburg sowie einen Masterabschluss der Duke University School of Law in Durham, North Carolina. Zudem besitzt er das Rechtsanwaltspatent. Im Jahr 2008 schloss Gmür das Advanced Management Programm der Harvard Business School in Boston, Massachusetts, ab.

## Berufliche Laufbahn

### Helvetia Versicherungen
Zunächst übte Gmür verschiedene Funktionen als Jurist aus, bevor er 1993 in die Helvetia Versicherungen eintrat. Nach Übernahme der Verantwortung für die Generalagentur Luzern im Jahr 1995 folgten weitere Management-Positionen innerhalb von Helvetia Versicherungen Schweiz in Basel. So verantwortete er von 2000 bis 2002 als Mitglied der Geschäftsleitung Schweiz das Vertriebsmanagement, und von 2003 bis 2016 war er CEO des Ländermarktes Schweiz und Mitglied der Geschäftsleitung der Helvetia Gruppe. Im September 2016 wurde Gmür zum Group CEO der Helvetia Holding AG ernannt.
Als Konzernchef der Helvetia Gruppe verantwortete er die Umsetzung der Unternehmensstrategie helvetia 20.20 sowie die erste Hälfte der Strategieperiode helvetia 20.25. Während seiner Zeit bei Helvetia Versicherungen Schweiz initiierte Gmür mehrere Übernahmen von Schweizer Versicherungsunternehmen, unter anderem der Alba Allgemeine Versicherungs-Gesellschaft AG (Alba), der Phenix Versicherungsgesellschaft AG und der Phenix Lebensversicherungsgesellschaft AG (Phenix) im Jahr 2010. Im Jahr 2014 integrierte er zudem den Versicherungskonzern Nationale Suisse in der Schweiz. 2016 akquirierte Helvetia unter seiner Führung eine Mehrheitsbeteiligung am Online-Hypothekenvermittler MoneyPark. Im Weiteren stärkte das Unternehmen Anfang 2020 seine Marktposition in Spanien und baute damit die Geschäftstätigkeit in Europa als zweites Standbein der Gruppe weiter aus. Für 866 Mio. Franken erwarb Helvetia unter Gmür die Kontrollmehrheit von 70 Prozent an der spanischen Versicherungsgesellschaft Caser.
Für seine interne Kommunikation mit den Mitarbeitenden im Change-Prozess, die er im Rahmen der Übernahme der Versicherung Nationale Suisse geleitet und geprägt hat, erhielt Gmür 2016 die Auszeichnung «Kommunikator des Jahres 2016» vom Schweizerischen Verband für interne Kommunikation (SVIK).
Im Oktober 2022 kündigte Gmür seinen Rücktritt für das folgende Jahr an. Per 1. Oktober 2023 übergab er den Vorsitz der Konzernleitung und den Posten des Group CEO an seinen Nachfolger Fabian Rupprecht.

### Weitere Mandate
Gmür ist seit 2019 Mitglied der Verwaltungsräte des Immobilienunternehmens Allreal Holding AG. Im Mai 2024 wurde Gmür als Nachfolger von Guido Egli zum Präsidenten des Verwaltungsrates des Casinos Luzern bestimmt. Zuvor hatte er bereits das Amt des Vizepräsidenten innegehabt. Zudem sitzt Gmür in den Stiftungsräten der Unternehmensstiftung Kuoni Hugentobler Stiftung und des Museums Sammlung Rosengart in Luzern.
In der Vergangenheit war Gmür zeitweise Vorstandsmitglied des Dachverbandes Economiesuisse und Präsident der Fördergesellschaft des Instituts für Versicherungswirtschaft an der Universität St. Gallen. Zudem war er Mitglied des Steering Committee der Dachorganisation digitalswitzerland und im Executive Committee des Europa Forum Luzern. Er war im Stiftungsrat von Avenir Suisse und bis 2021 im Vorstand des Schweizerischen Versicherungsverbandes.

## Vereine
Gmür ist seit Studententagen Mitglied der Studentenverbindung AKV Alemannia und damit des Schweizerischen Studentenvereins.
Als aktives Mitglied der Zunft zu Safran hielt Gmür 2008 das Amt des Zunftmeisters und Fritschivaters beim traditionellen Fritschiraub inne. Für die Stadtluzerner gilt der Fritschivater während der Fasnachts-Zeit als höchster Luzerner.

## Familie
Philipp Gmür ist mit der Politikerin Andrea Gmür-Schönenberger verheiratet. Sie haben vier gemeinsame Kinder. Einer seiner Brüder ist Felix Gmür, Bischof von Basel.